# Hiszpania Burbonów
Hiszpania Burbonów – okres w historii Hiszpanii, w którym władzę w państwie w XVIII wieku przejęli od Habsburgów Burbonowie. Władcom w rządach pomagali ministrowie zorganizowani na wzór francuski, zwłaszcza najważniejszy z nich Primero Secretario de Estado.

## Dzieje polityczne

### 1701–1714

Bandera hiszpańska obowiązująca od 1701 do 1748 roku

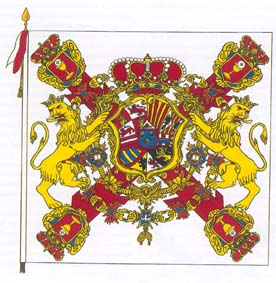
Flaga wojenna Filipa V

Flaga wojenna Ferdynanda VI i Karola III, obowiązywała w latach 1748–1785

Flaga wojenna w użyciu w latach 1785–1931

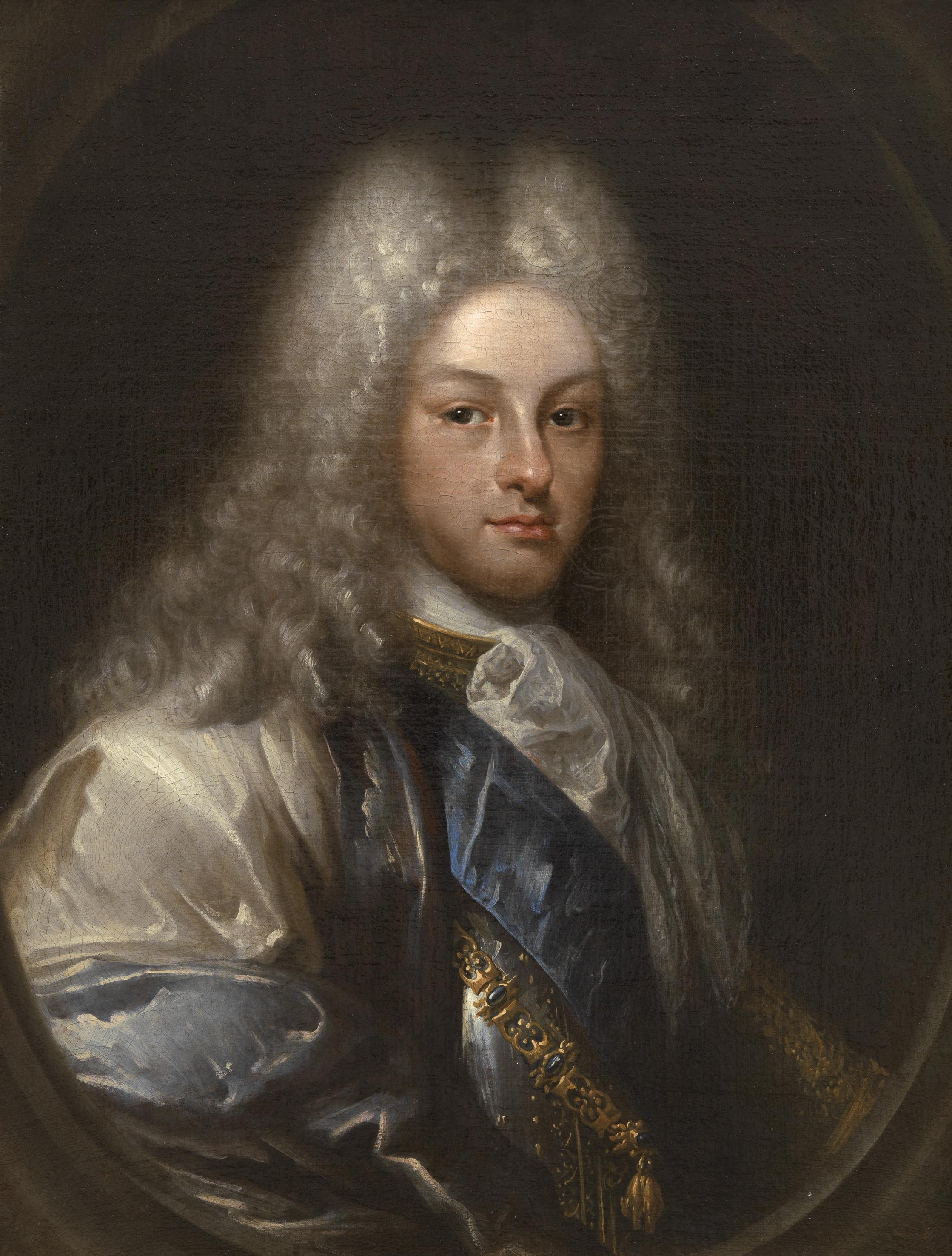
Filip V Burbon

W 1701 roku wybuchła wojna o sukcesję hiszpańską. Hiszpania stała się teatrem zmagań Wielkiej Brytanii, Austrii i Holandii przeciw Francuzom. W zorganizowaniu kraju do obrony i polepszeniu gospodarki pomagał Filipowi francuski minister Jean Orry (którego pożyczył wnukowi Ludwik XIV), sekretarz stanu w latach 1701–1714. Władzę próbował przejąć Karol VI Habsburg. W 1713 r. podpisano traktat w Utrecht, a w 1714 w Rastatt, które uznały Filipa V z dynastii Burbonów francuskich za władcę Hiszpanii i jej zamorskich posiadłości. Dziadkiem Filipa był Ludwik XIV król Francji. Pokój w Utrechcie (1713) zadecydował o przyznaniu zwycięskim Brytyjczykom tzw. Asiento – prawo na handel z hiszpańską Ameryką Południową.
W 1707 r. zniesiono odrębne prawa dla Aragonii i Walencji. Rok później zniesiono bariery celne między Kastylią i Aragonią, a także wprowadzono w tych prowincjach jednolity system podatkowy. W 1714 r. Berwick zdobył Barcelonę. Katalonia zapłaciła cenę za swoje separatystyczne dążenia. Zniesiono katalońskie Kortezy, wprowadzono kastylijskie prawa i język hiszpański jako język urzędowy.

### 1714–1724

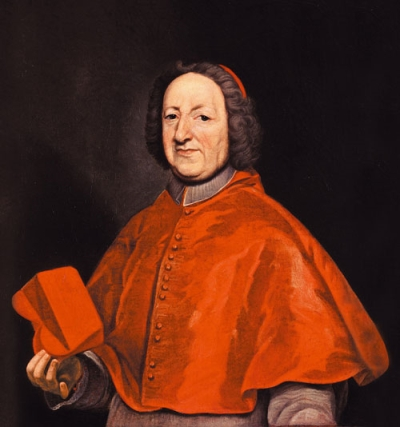
Giulio Alberoni

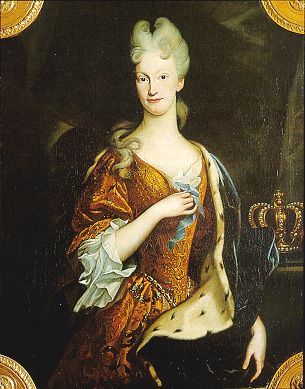
Elżbieta Farnese

Traktaty z lat 1713–1715 nie zakończyły konfliktu Filipa V z Karolem VI. Dawny Don Carlos nie zrzekł się praw do hiszpańskiego tronu. Na jego dworze przebywali uchodźcy z Hiszpanii, a wielkie wpływy miała tzw. hiszpańska rada. Z kolei Filip nie zrzekł się swoich praw do posiadłości włoskich. W dążeniach do ich odzyskania umacniała Filipa jego druga żona, Elżbieta Farnese, i jej faworyt, kardynał Giulio Alberoni, pierwszy minister Hiszpanii. Filip miał dwóch synów z pierwszego małżeństwa (Ludwika i Ferdynanda), więc Elżbieta widziała przyszłość swojego pierworodnego Karola tylko we Włoszech. Tam wygasały zaś dwa książęce rody – Farnese w Parmie i Medyceusze w Toskanii.
Korzystając z zaangażowania cesarza w wojnę z Turcję w 1717 r. flota hiszpańska niespodziewanie zajęła Sardynię. Giulio Alberoni wystawił wielką flotę, liczącą ponad 300 okrętów. W czerwcu 1718 r. hiszpański desant opanował Sycylię. Sukcesy Hiszpanów wkrótce się jednak skończyły. Cesarz zawarł pokój z Turcją i podpisał przymierze z Francją (gdzie po śmierci Ludwika XIV w 1715 r. władzę objął regent Filip II Burbon-Orleański), Anglią i Holandią. 11 sierpnia 1718 r. Anglicy rozbili flotę hiszpańską pod Passero.
W 1719 r. amia francuska pod wodzą Berwicka (który walczył po stronie Filipa również podczas wojny o sukcesję) wkroczyła do Hiszpanii. Filip musiał się ugiąć. Oddalił Alberoniego i przystąpił do anglo-francusko-cesarsko-holenderskiego porozumienia. W 1720 r. zadecydowano, że Wiktor Amadeusz II otrzyma Sardynię w zamian za Sycylię, która przypadnie cesarzowi.
Giulio Alberoni jako de facto pierwszy minister (teoretycznie był nim wówczas bowiem José de Grimaldo) znosił cła wewnętrzne, powołał Kolegium Morskie w Kadyksie, budował arsenały i flotę wojenną. Została ona zniszczona w 1718 r. w bitwie z Anglikami.
W 1724 roku popadający w melancholię Filip V Burbon zrezygnował z tronu na rzecz syna. Nowym władca został Ludwik I Burbon, panował on jednak tylko kilka miesięcy, bowiem rychło zmarł. Filip V musiał więc z powrotem objąć władzę, choć taki krok nie był do końca legalny.

### 1724–1746

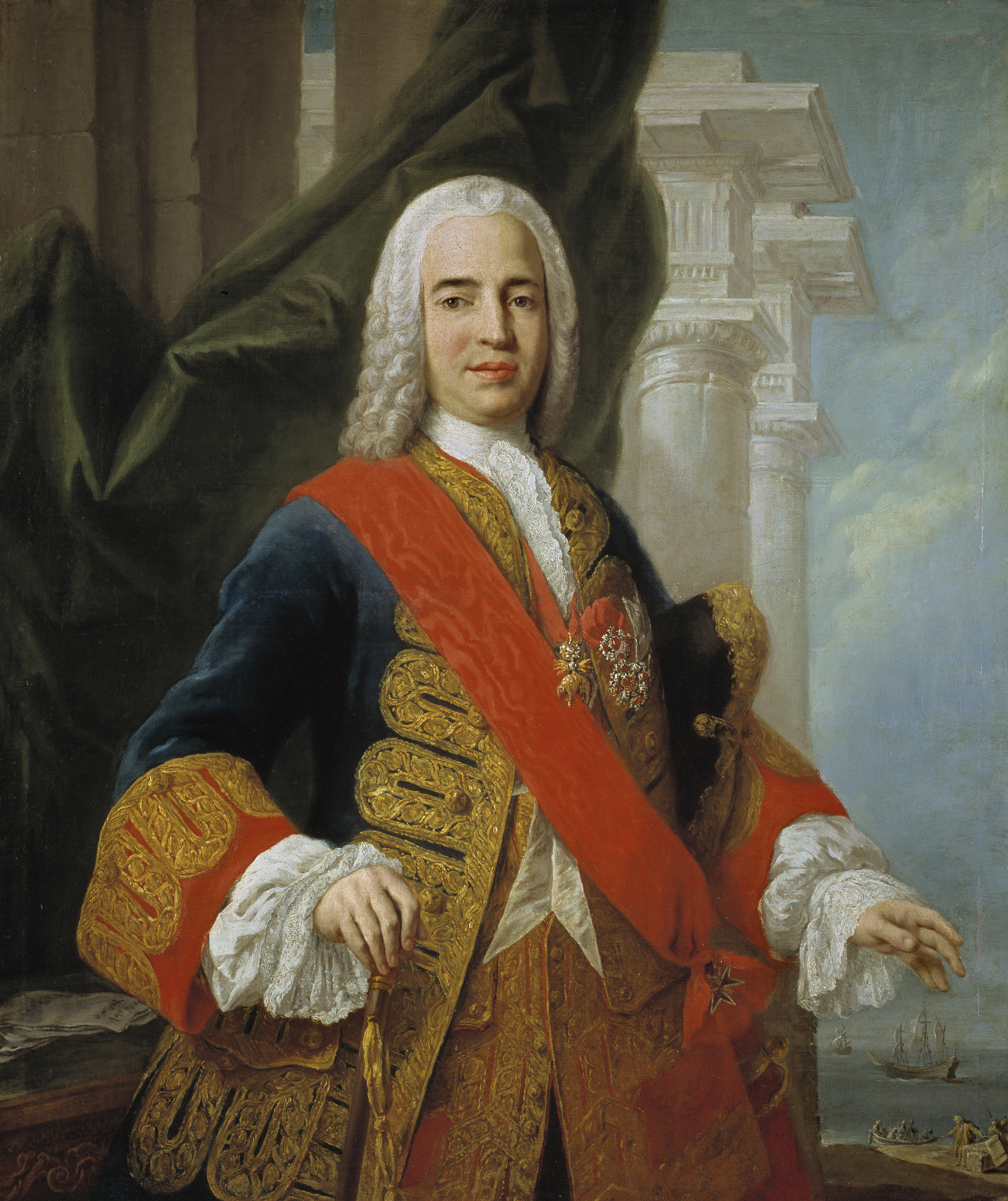
Zenón de Somodevilla y Bengoechea, markiz Ensenada

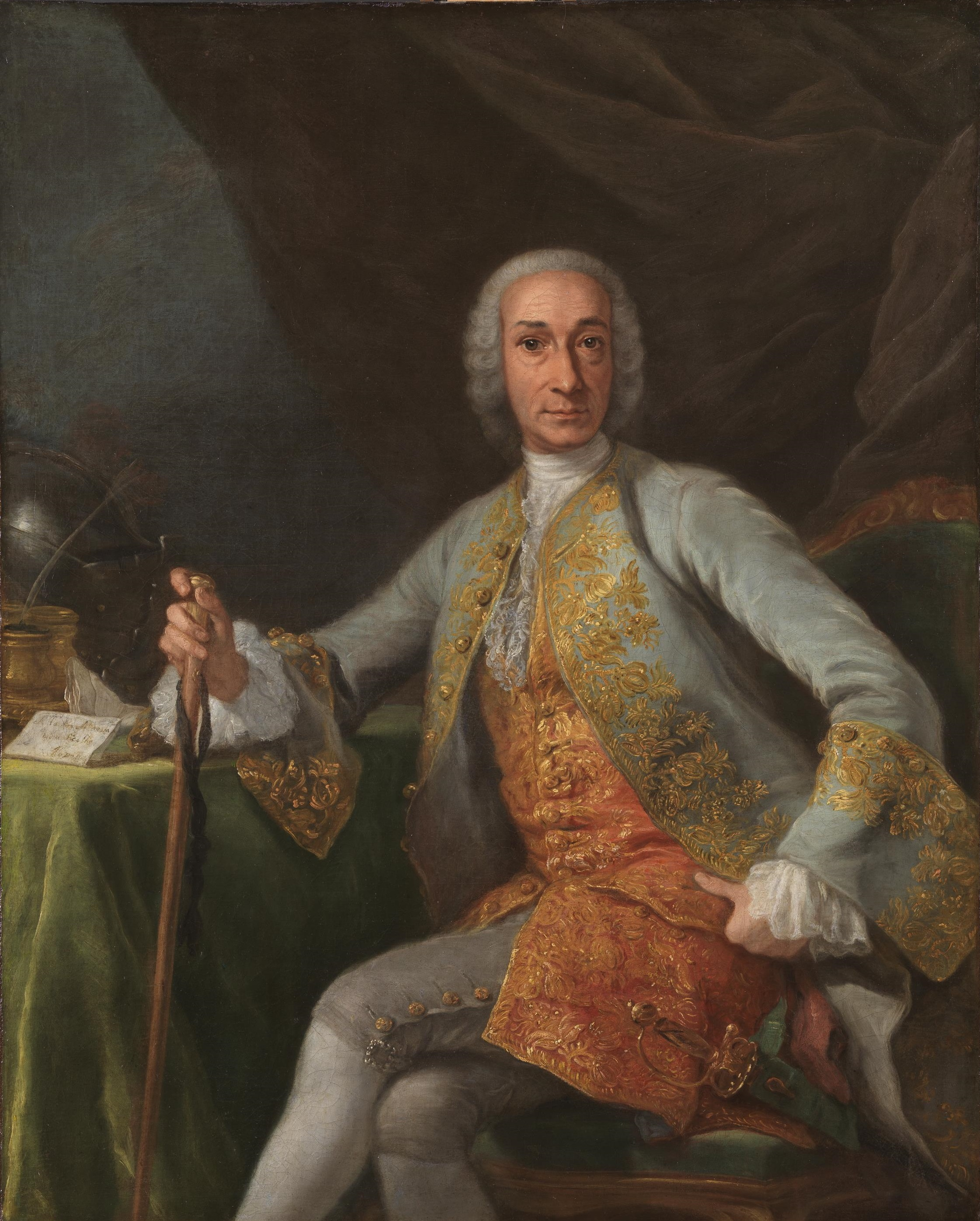
Leopoldo de Gregorio, markiz Esquilache

W latach 1724–1725 najwyższa władzę w państwie zdobył holenderski awanturnik Juan Guillermo Ripperdá, który usiłował zmniejszyć wpływ francusko-brytyjskiego arbitrażu w Europie, przez rozmowy z samym cesarzem (Karol VI Habsburg) o sprawach włoskich.
Baron Ripperda popierał manufaktury i handel, planował również założenie Banku Hiszpańskiego. Jego plany przejął José Patiño. W latach 1726–1727 zreformował on strukturę hiszpańskiego handlu kolonialnego. Przeniósł z Sewilli do Kadyksu Izbę Handlową Indii. Założył liczne kompanie do handlu z Antylami, Wenezuelą i Filipinami. Zakładał nowe porty, stocznie i arsenały, zarówno w metropolii, jak i w koloniach. Dochody ze skarbu wzrosły w latach 1700–1737 ze 140 do 200 milionów realów.
W 1727 r. wybuchła wojna hiszpańsko-angielska. Hiszpanie bezskutecznie oblegali Gibraltar. Rokowania nie przyniosły rezultatów. W 1731 r. zmarł ostatni książę Parmy i Karol VI zajął księstwo jako lenno cesarskie. Alianci załagodzili sytuację, ale tylko na krótką metę.
- Podczas wojny o sukcesję polską udało się odnieść pewne sukcesy we Włoszech. Wprawdzie księstwa Parmy i Toskanii pozostały przy cesarzu, ale królestwa Neapolu i Sycylii otrzymał Karol Hiszpanii jako secundogeniturę hiszpańskich Burbonów.

W 1733 r. Hiszpania podpisała z Francją pakt familijny (Pacto de Familia), będący sojuszem strategicznym dwóch królestw rządzonych przez Burbonów.
W 1734 spłonął stary madrycki pałac królewski, więc Filip V kazał zbudować nowy Pałac Królewski w Madrycie.
W 1740 roku, po wybuchu wojny o sukcesję austriacką, Hiszpania silnie zaangażowała się w wojnę, odnosząc pewne sukcesy. Jeszcze w czasie trwania działań wojennych, w 1746 r., zmarł król Filip. Wraz z jego śmiercią upadły wpływy Elżbiety Farnese na madryckim dworze.

### 1746–1759

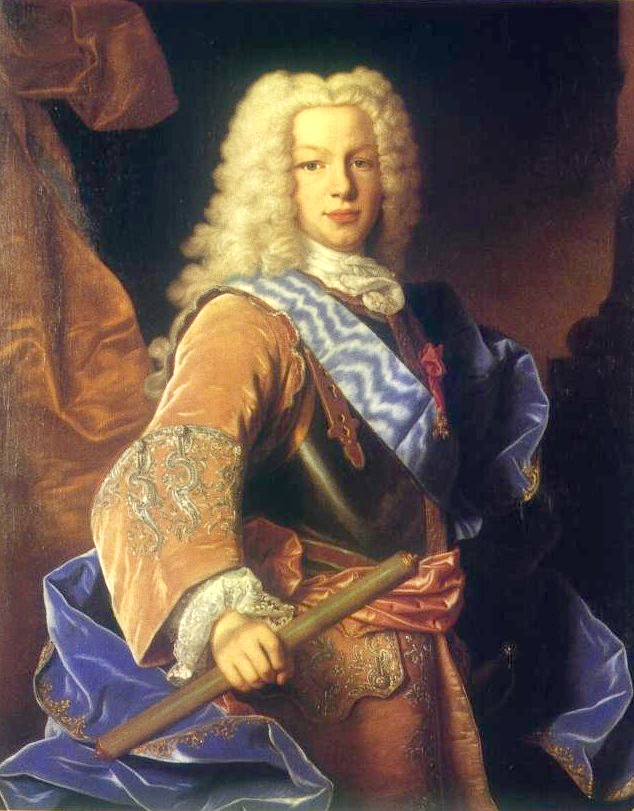
Ferdynand VI Burbon

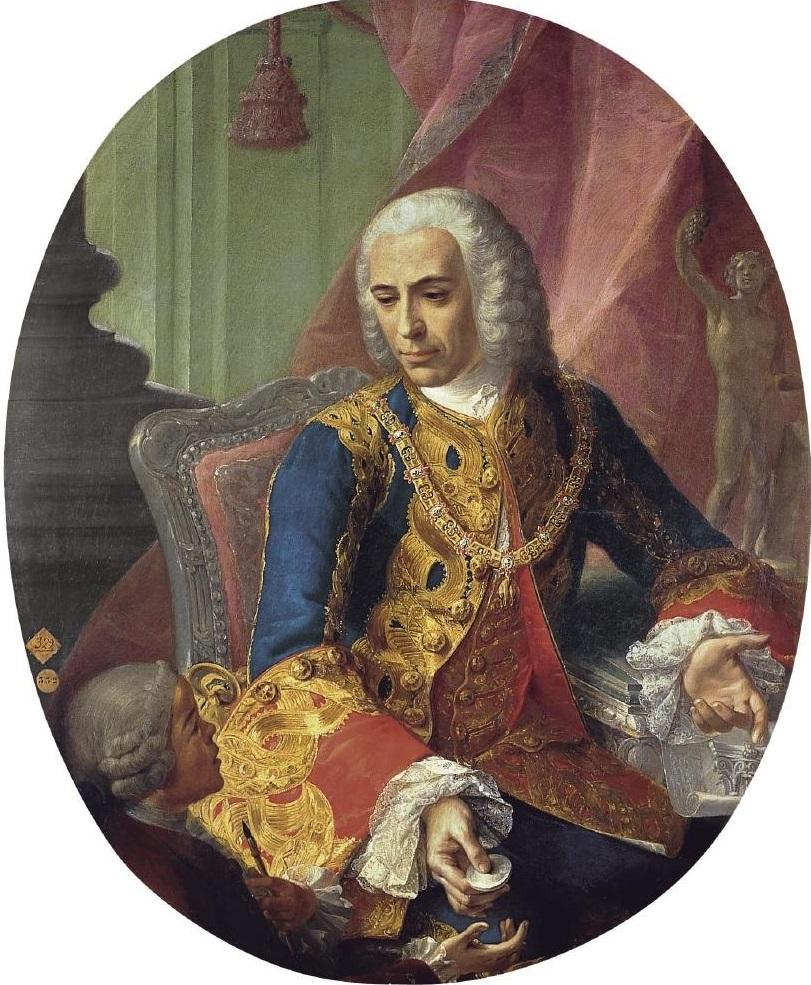
José de Carvajal y Lancaster

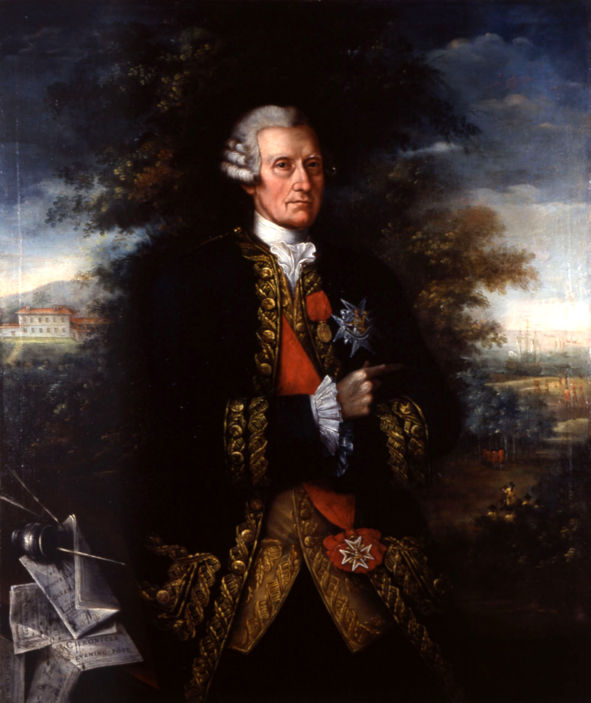
Ricardo Wall

W tym okresie panował w Madrycie Ferdynand VI Hiszpański. Prowadził politykę pokojową i neutralną. Wprowadził wiele reform, m.in.: spis gruntów i nieruchomości, uregulował stosunki z Państwem Kościelnym, podpisując w 1753 konkordat.
Za rządów Ferdynanda o wpływy rywalizowało dwóch ministrów, mających zupełnie inna wizję hiszpańskiej polityki zagranicznej; José de Carvajal y Lancaster reprezentował typ polityka antymakiawelicznego. Był zwolennikiem rozwiązań pokojowych. Nie popierał celów jakie stawiały sobie agentury szpiegowskie. Jego głównym oponentem był myślący bardziej makiawelicznie Zenón de Somodevilla y Bengoechea, markiz Ensenada.
Wieloletni ambasador Wielkiej Brytanii w Madrycie Benjamin Keene próbował przeciągnąć Hiszpanów na swoją stronę. Miał on swój wpływ na to, że wojowniczy i antybrytyjski Zenón de Somodevilla y Bengoechea, markiz Ensenada odszedł z urzędu i zastąpił go Ricardo Wall.
Ricardo Wall Irlandczyk, który pełnił funkcję pierwszego sekretarza stanu Hiszpanii od roku 1754 do 1763 zaangażował kraj (czynił to niechętnie) w konflikt jakim była wojna siedmioletnia (1756–1763) by pomóc Francji, skończyło się to klęską Hiszpanii i jego odwołaniem.

### 1759–1788

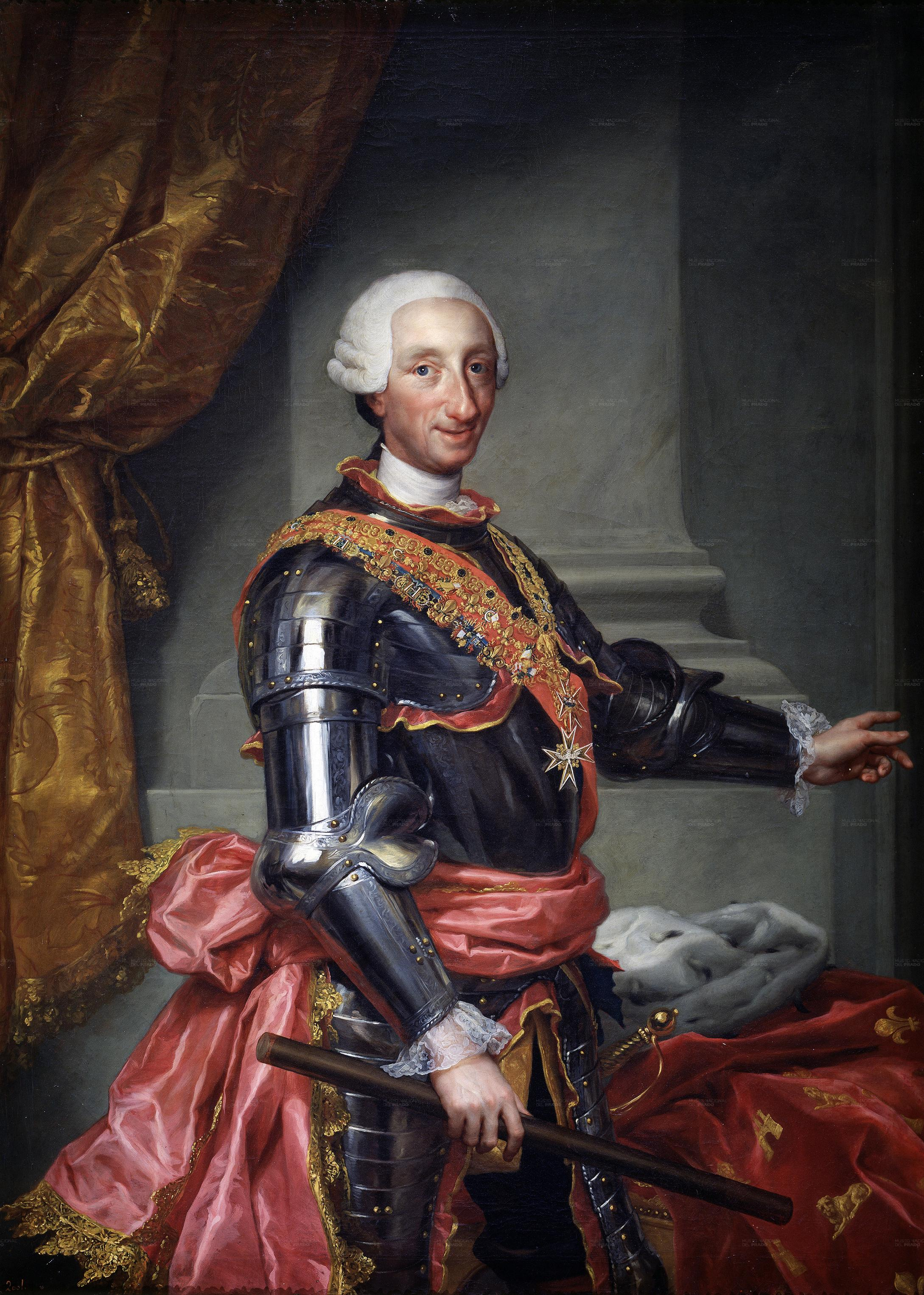
Karol III Hiszpański

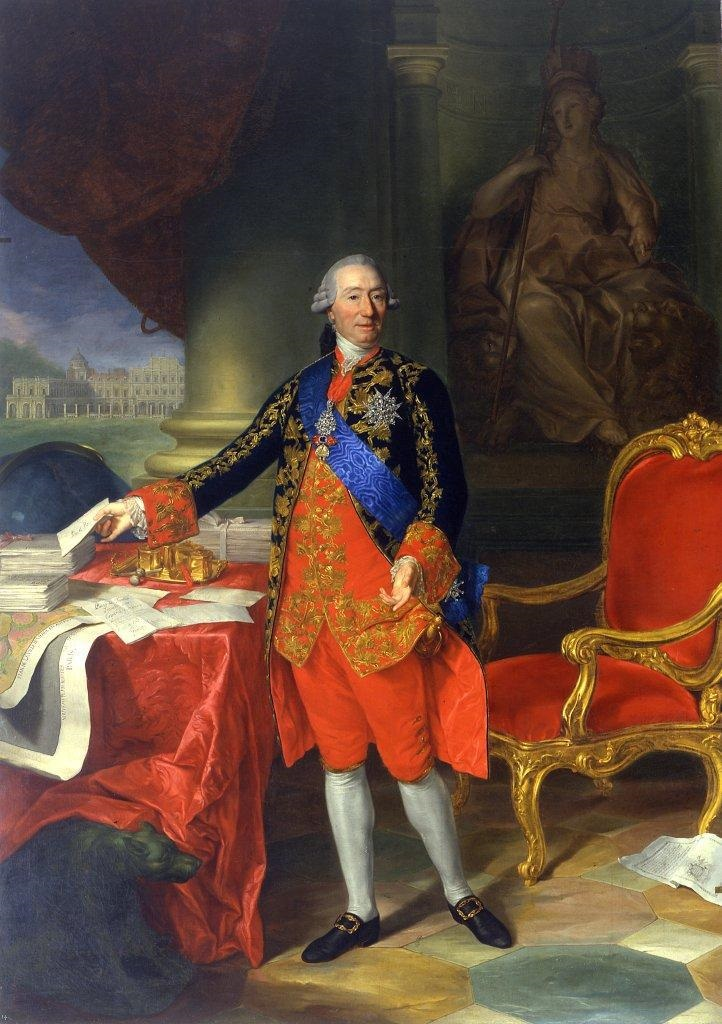
Jerónimo Grimaldi

Karol III Hiszpański panujący dotąd w Królestwie Neapolu, przeniósł się do Madrytu. Karol był nieprzeciętnym władcą, za jego panowania dokonano wielu trwałych i udanych reform. Wtedy to do Hiszpanii nadeszło oświecenie, rozkwitało zaś szczególnie oświecenie katolickie hiszpańskie bardziej konserwatywne od francuskiego, jako że jego główną siłą napędową byli obok świeckich illustrados także jezuici.
W trakcie wojny siedmioletniej Hiszpania wystąpiła po stronie swej burbońskiej sojuszniczki – Francji. Kosztowało ją to straty terytorialne – m.in. Florydę, która musiała odstąpić Wielkiej Brytanii. Jako rekompensatę otrzymała od Francji Luizjanę.
We wrześniu 1763, po ustąpieniu Ricardo Walla Włoch Jerónimo Grimaldi został pierwszym sekretarzem stanu, którym był do 1776. Był reformatorem, członkiem grupy zwanej: golillas. Razem z Leopoldo de Gregorio, markizem Esquilache, pomógł stłumić zamieszki z 1766 roku, wywołane polityką Esquilache’go. Jego dom został w ich czasie zniszczony. Grimaldi członkiem rady, która doprowadziła do wygnania Jezuitów z Hiszpanii w 1767 roku. Karol III podczas zamieszek uciekł do Aranjuez.
Bunt mieszczan z roku 1766 zwany jest w historiografii „zamieszkami Esquillache’go” (Motín de Esquilache).
José Moñino, hrabia Floridablanca od 1777 roku do 1792 kierował nawą państwa jako pierwszy sekretarz stanu, wspierając powstanie kolonistów amerykańskich przeciwko Wielkiej Brytanii. Wojna ta okazała się zwycięską dla Hiszpanii (m.in. oblężenie Pensacoli), dzięki czemu Hiszpania odzyskała Florydę i kontynuowała ekspansję w Ameryce Północnej.

### 1788–1808

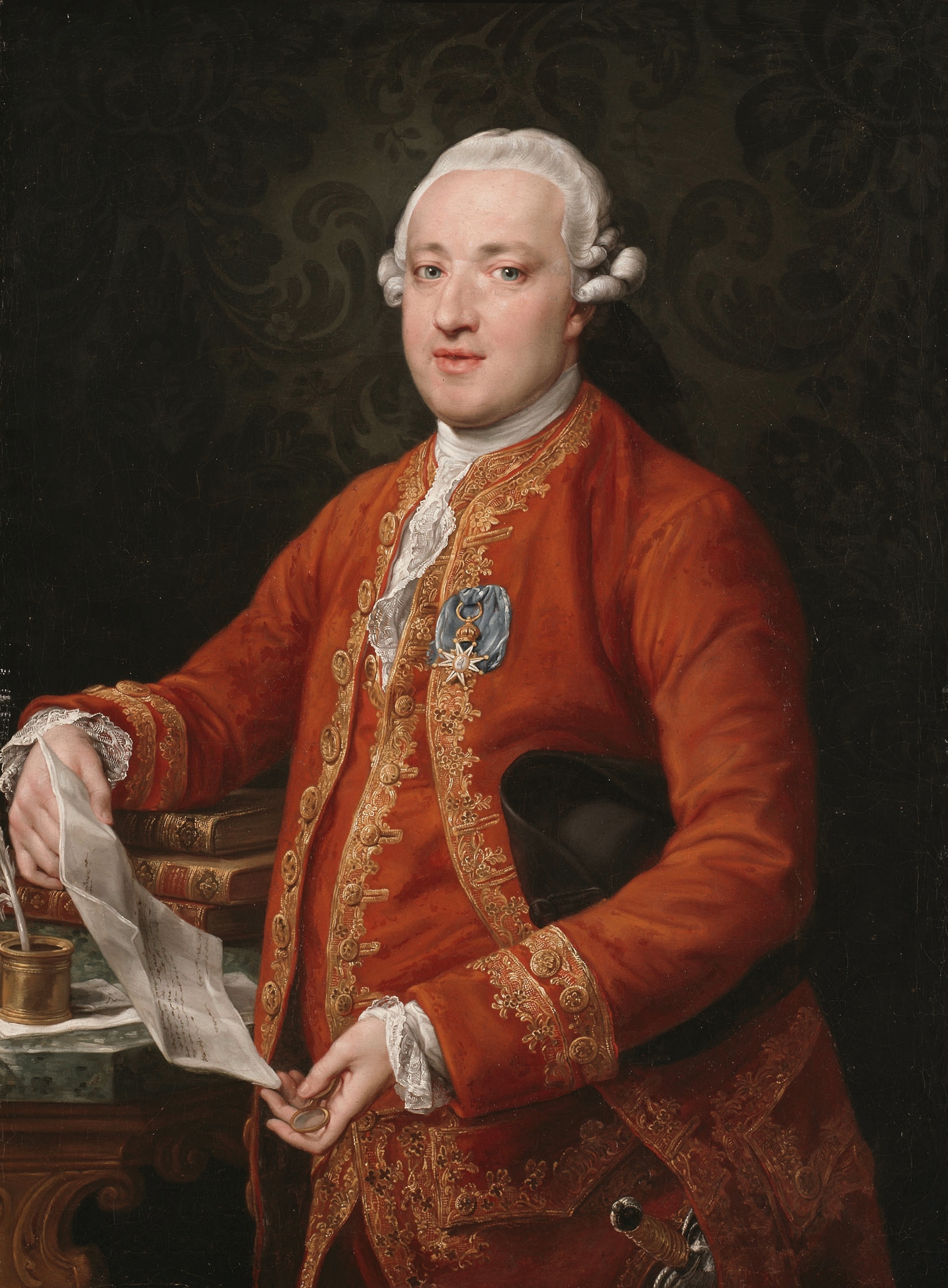
José Moñino, hrabia Floridablanca

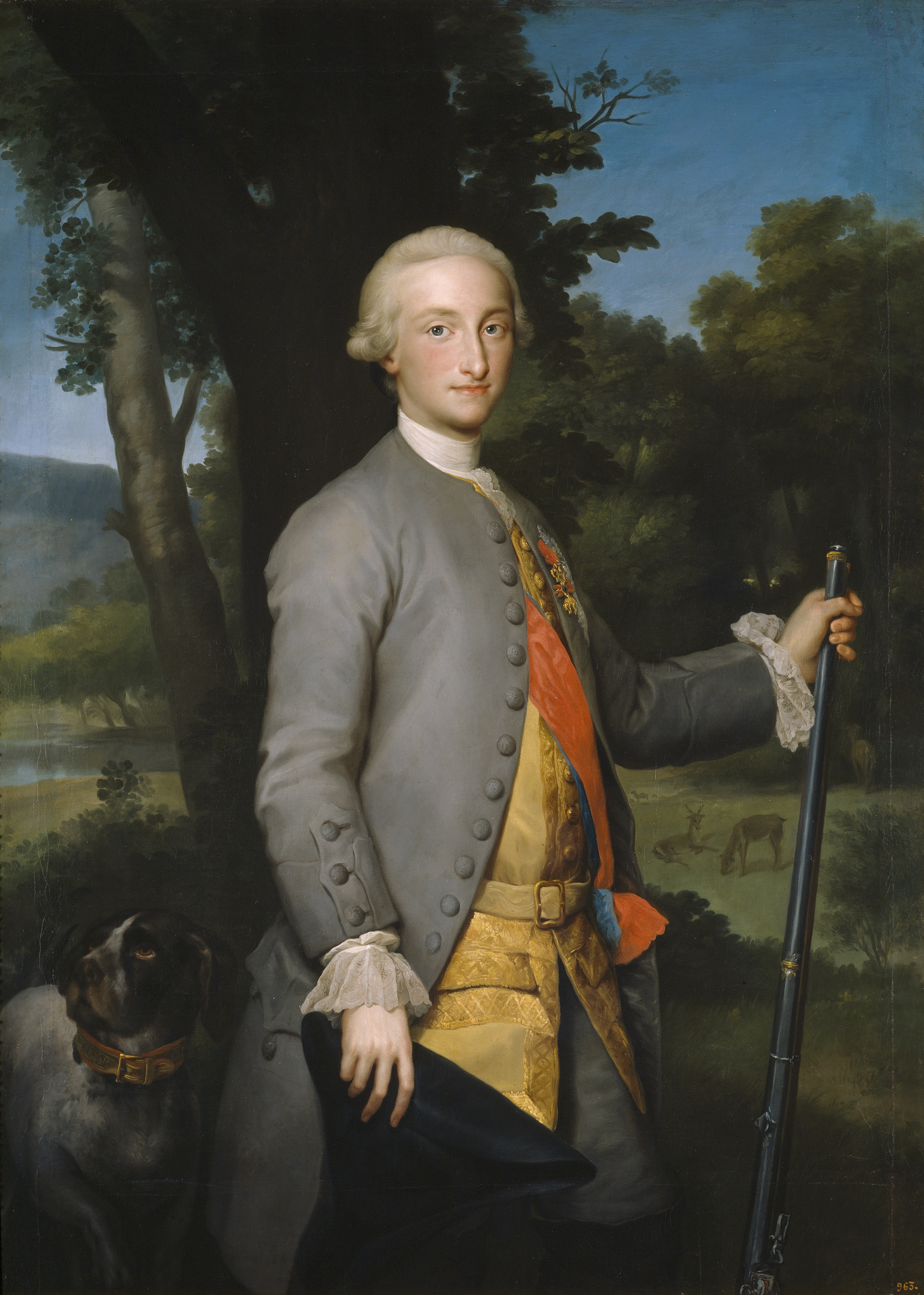
Karol IV Hiszpański

W tych czasach panował Karol IV Hiszpański, w przeciwieństwie do poprzednika władca raczej mierny, znany nie tyle ze swych czynów, ale jako protektor znakomitego twórcy – malarza i rysownika Francisco Goya (1746–1828).
- Kolejny po Floridablance pierwszy minister (od roku 1792) Pedro de Aranda był przeciwnikiem centralizmu i próbował ograniczyć jego skutki.

## Historia społeczna
Hiszpania była w XVIII wieku krajem już zacofanym zarówno w gospodarce, jak i w nauce. Hiszpańscy Burbonowie próbowali odbudować jej prestiż w oparciu o wzory francuskie.

### Demografia
W XVIII stuleciu Hiszpania, podobnie jak pozostałe kraje Europy, zanotowała przyrost liczby mieszkańców. Przyrost, choć niewielki, pozwolił osiągnąć krajowi pod koniec stulecia ok. 10 mln mieszkańców (bez kolonii). Wraz ze wzrostem populacji zwiększała się też ludność miast. Pod koniec wieku największym miastem pozostawał dalej Madryt ze 170 tys. mieszkańców, kolejnym w kolejności miastem stała się w tym okresie Barcelona której liczba ludności wzrosła w tym okresie z 37 do 100 tys. mieszkańców. Spory przyrost naturalny odnotował w tym stuleciu Kadyks, którego populacja wzrosła z 40 do 75 tys. Inne miasta, takie jak Sewilla czy Meset trwały w zastoju (oba miały po ok. 80 tys. mieszkańców).

### Armia

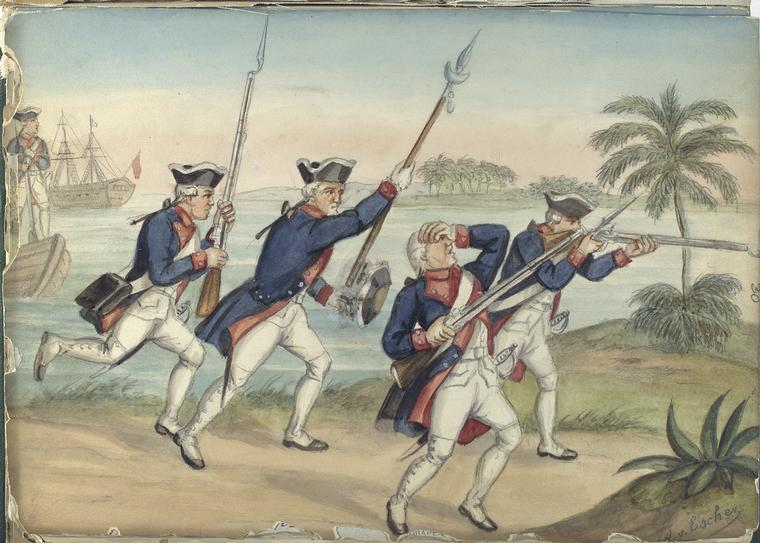
atak hiszpańskiej piechoty ok. 1740 roku

Gdy umierał Karol II Habsburg armia liczyła zaledwie 20 000 źle wyekwipowanych żołnierzy piechoty, a flota wojenna 20 sprawnych jednostek. Filip V Burbon odbudował armię według wzorów francuskich, tak że już w 1727 dysponował 60 000 dobrze wyposażonymi żołnierzami piechoty liniowej.

## Kultura

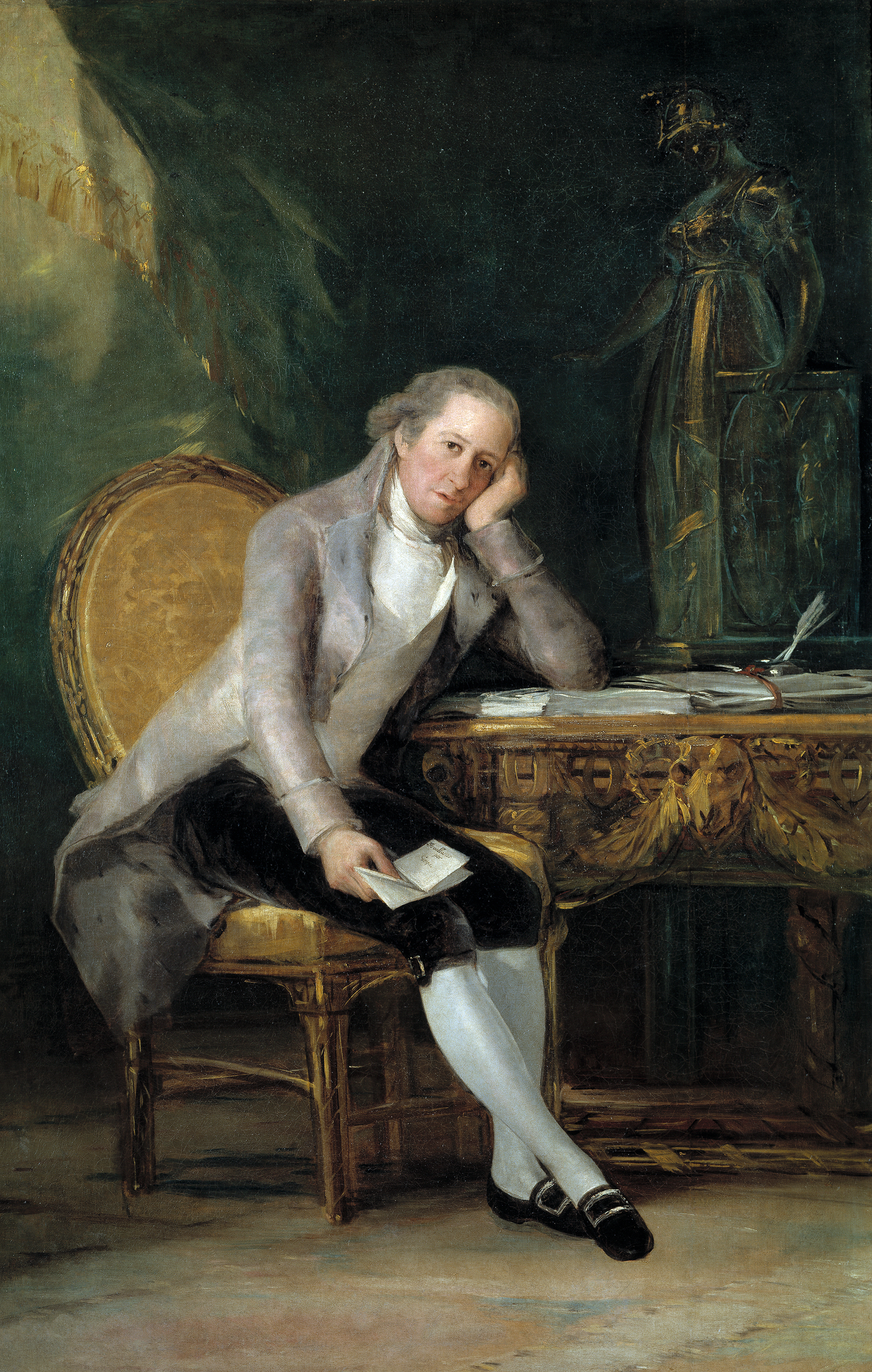
Gaspar Melchor de Jovellanos

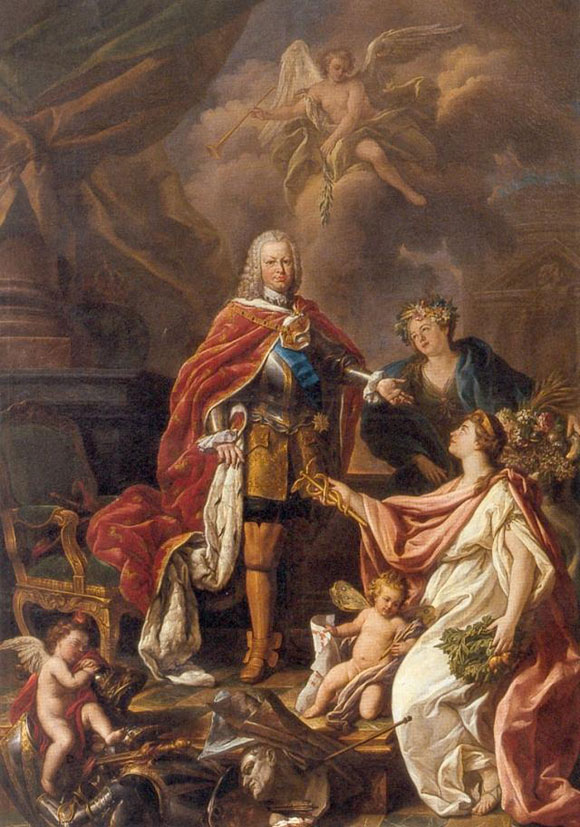
Ferdynand VI Hiszpański jako protektor sztuk

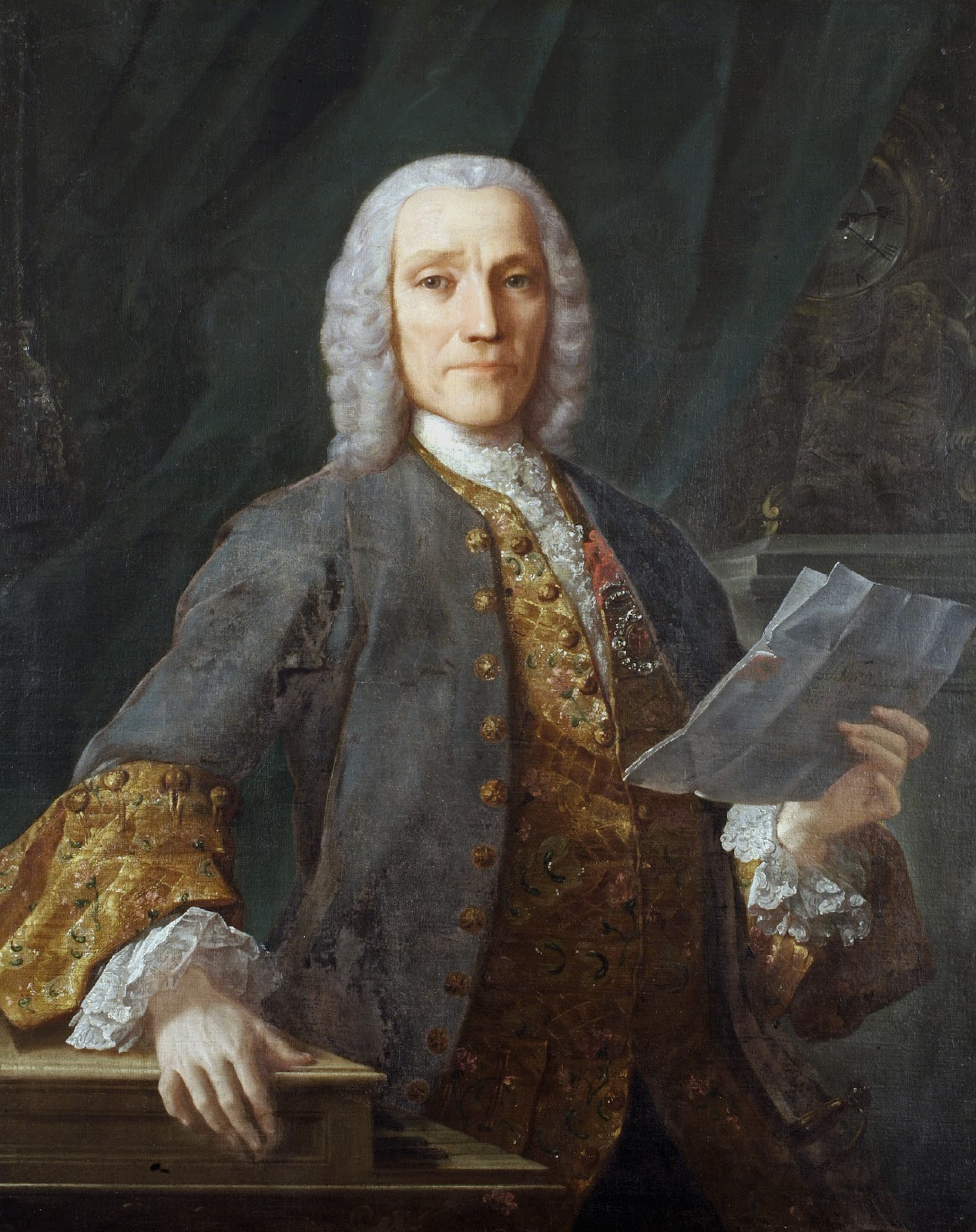
Domenico Scarlatti

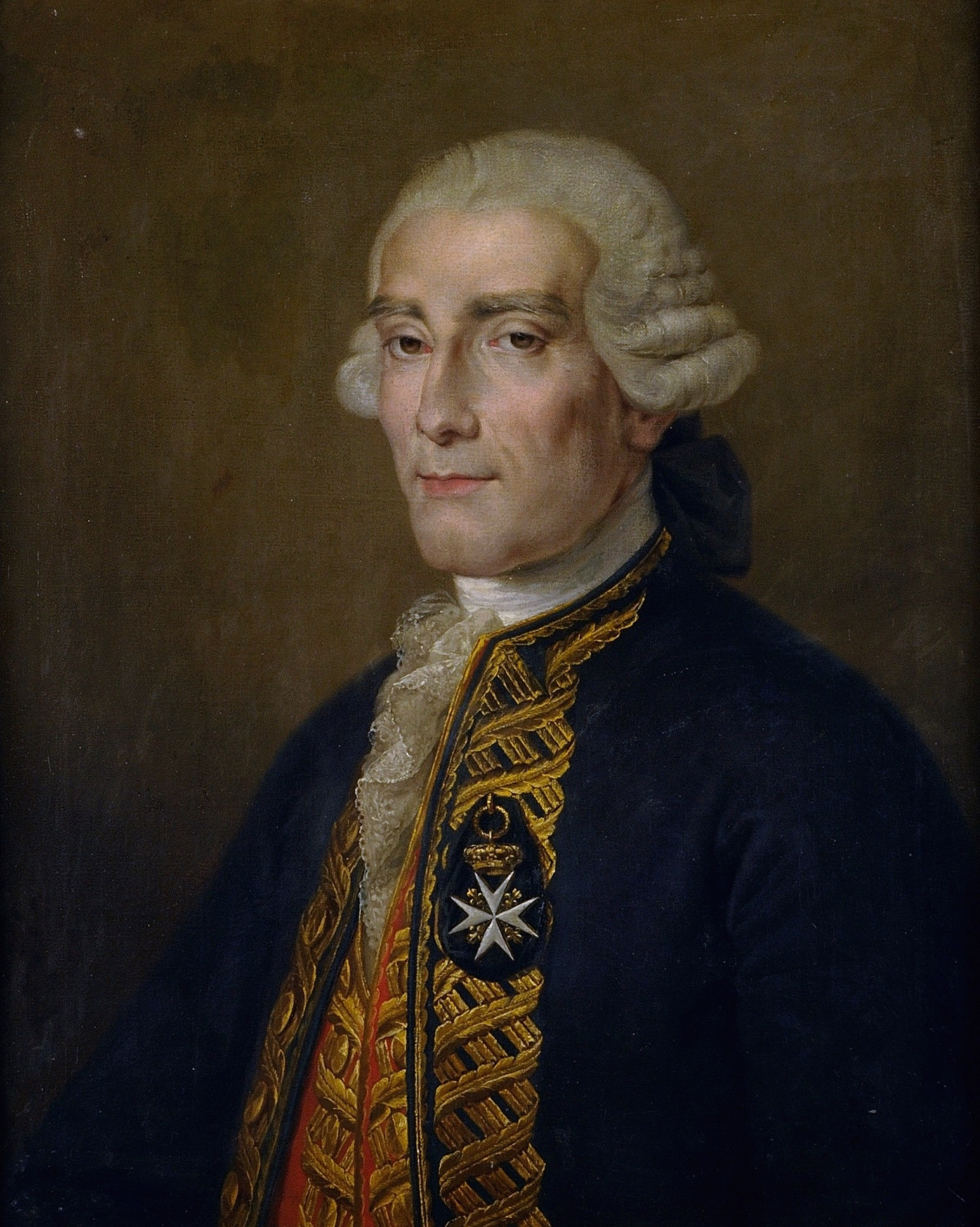
Jorge Juan y Santacilia

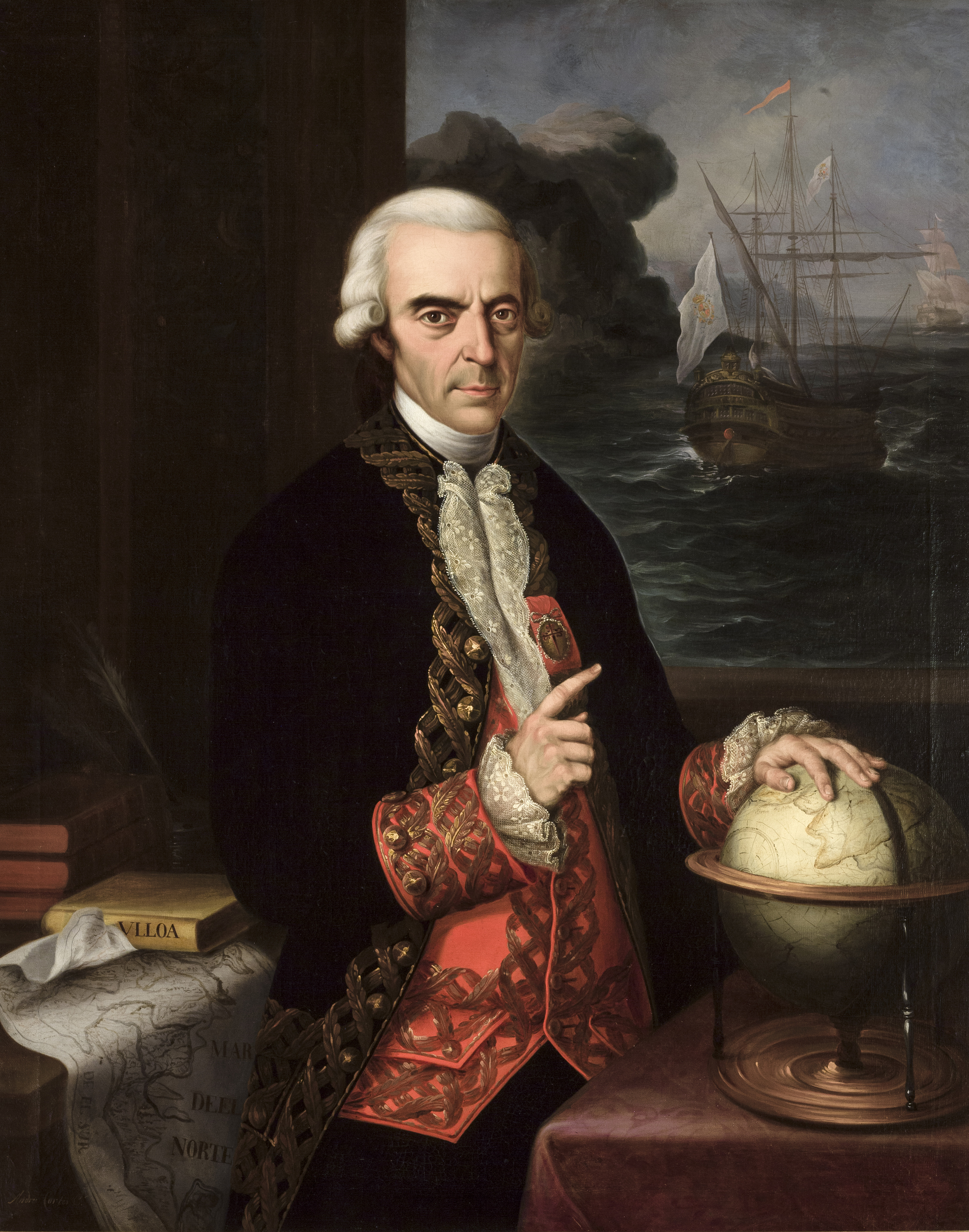
Antonio de Ulloa

### Literatura
Do wybitniejszych autorów hiszpańskich tych czasów należeli: José Cadalso (1741–1782), Leandro Fernández de Moratín (1760–1828), Tomás de Iriarte (1750–1791), Gaspar Melchor de Jovellanos (1744–1811), Félix María Samaniego (1745–1801) i Bernardino Fernández De Velasco (1783-1851).

### Oświecenie
W Hiszpanii podobnie jak w Austrii oświecenie przybrało formę oświecenia katolickiego. Krzewicieli tej złagodzonej wersji oświecenia – pozbawionej francuskiego antyklerykalizmu nazywano w Hiszpanii ilustrados. Przy ich pomocy rządził Karol III Burbon. Typowym ilustrado był Gaspar Melchor de Jovellanos autor dzieł literackich, ekonomicznych i prawniczych, a przy tym polityk i sędzia.

### Sztuki plastyczne
- W roku 1752 powstała Królewska Akademia Sztuk Pięknych św. Ferdynanda w Madrycie. W 30 lat później rozpoczął swą karierę głośny Francisco Goya.

### Muzyka
W 1712 zmarł przynależący jeszcze do poprzedniej epoki muzycznej Juan Cabanilles.
Na dwór następcy tronu Ferdynanda (potem króla Ferdynanda VI) przybył słynny śpiewak-kastrat Farinelli. Później dołączył do śpiewaka jego brat uznany kompozytor neapolitańskie Riccardo Broschi. Na dworze hiszpańskim działali w różnych okresach dwaj przybysze z Włoch: Domenico Scarlatti i Luigi Boccherini. Uczniem Scarlattiego był zdolny hiszpański klawesynista Antonio Soler.

### Nauka
W roku 1736 Filip V Burbon wysłał Jorge Juana y Santacilia i Antonio de Ulloa by dołączyli do francuskiej wyprawy organizowanej przez paryską Akademię Nauk. Wyprawą dowodził Charles Marie de La Condamine. Mieli mierzyć równik w Ameryce Płd., by zbadać kulistość ziemi. 26 maja 1735 opuścili Kadyks. Towarzyszył im markiz de Villagarcía, który został właśnie mianowany wicekrólem Peru. Jorge Juan dostał się na statek El Conquistador, a Antonio de Ulloa na fregatę o nazwie Incendio. Dotarli do Quito w dzisiejszym Ekwadorze. Po 9 latach badań dowiedli, ze Ziemia jest nieco spłaszczona na biegunach.